# Feix (anatomia vegetal)

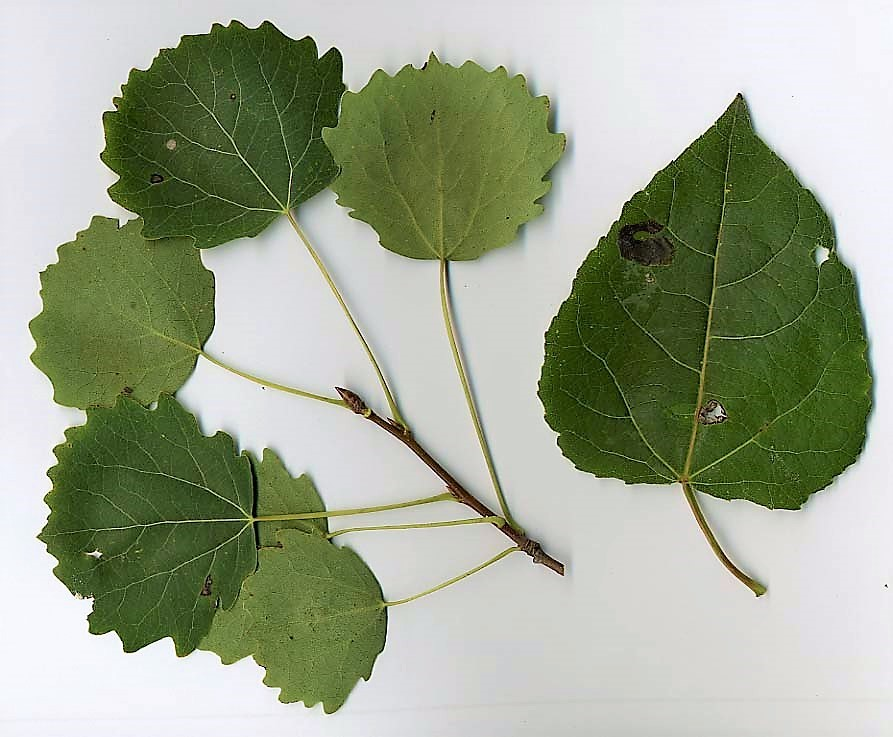
Fulles del pollancre trèmol (Populus tremula). En aquest cas, com en molts altres, es distingeix el feix perquè és més fosc que el revers.

En Botànica es diu feix a la cara superior o cara adaxial del limbe de la fulla d'una planta. Es diferencia del revers en què no té estomes, té una cutícula una mica més gruixuda i posseeix menor abundància de tricomes. El seu color sol ser més fosc que el del revers (com a màxim poden arribar a ser del mateix color).